# Atalanta
Pour les articles homonymes, voir Atalanta (homonymie).
Atalanta est une ville brésilienne de l'État de Santa Catarina.

## Généralités
L'exploitation agricole de la région avait rapidement conduit à la dégradation des ripisylves de la municipalité, au long des 11 km de cours d'eau de la municipalité, causant de nombreuses inondations. Dans les années 1990, une organisation non gouvernementale, milite en faveur d'une prise de conscience auprès des habitants de la municipalité. Depuis, 70 % des surfaces arborées ont été replantées. Atalanta entretient aujourd'hui une pépinière qui produit chaque année 200 000 plants de plus de 70 essences natives de la région.

## Géographie
Atalanta se situe dans la vallée du rio Itajaí, à une latitude 27° 25′ 12″ sud et à une longitude de 49° 46′ 52″ ouest, à une altitude de 548 mètres.
Sa population était de 3 300 habitants au recensement de 2010, rurale à 63 %. La municipalité s'étend sur 95 km2.
La ville se trouve à 199 km à l'ouest de la capitale de l'État, Florianópolis. Elle fait partie de la microrégion d'Ituporanga, dans la mésorégion de la vallée du rio Itajaí.
Le relief de la ville est assez accidenté, avec seulement 15 % de zones de plaines, et parcouru de nombreux cours d'eau.
Le climat de la municipalité est tempéré humide, avec une température moyenne annuelle de 19 °C, pour des précipitations cumulées de 1 200 mm. Les mois les plus pluvieux sont septembre et octobre. On compte en moyenne 10 jours de gel par an, principalement en juin et juillet.
L'IDH de la ville était de 0,810 en 2000 (PNUD).

## Histoire
Le territoire de la municipalité actuelle, alors couvert d'une dense forêt d'araucarias, commence à être colonisé dans les années 1930. L'occupation des terres se fait principalement sous l'impulsion de la « société de colonisation de Santa Catarina » (Sociedade Colonizadora Catarinense en portugais), dont le siège se situait à Porto Alegre, par la vente de lots de terre. La localité s'appelle alors Sede Dona Luiza, puis Serra do Pitoco. La région est alors principalement peuplée par des descendants d'immigrants allemands, italiens et polonais, à la recherche de terres vierges à exploiter pour l'agriculture.
La région était alors occupée par des indiens, qui, avec la déforestation, furent capturés et transférés vers la réserve d'Ibirama.
Le territoire de la localité elle-même est alors également géré par la société de colonisation de Santa Catarina, à travers la vente de lots urbains. La localité est une ville planifiée, aux rues larges. Petit à petit, Serra do Pitoco se développe, attirant commerces et industries.
En 1956, la localité devient district d'Ituporanga et prend le nom d'Atalanta. La ville accède à l'indépendance administrative le 4 décembre 1964.

## Économie
L'économie d'Atalanta est basée sur l'agriculture, notamment les cultures du maïs, de l'oignon, du tabac et du haricot.
La grande majorité des exploitations sont de petites tailles (73 % font moins de 20 hectares).
Le maïs représente la principale culture de la municipalité mais il sert principalement à la consommation locale. La culture de l'oignon reste peu productive alors que le tabac est utilisé par les quelques industries de la région.
La municipalité compte quelques petites industries, parmi lesquelles des scieries.

## Culture
Tous les ans, la ville célèbre la « fête du colon » (Dia do Colono) au mois de juin.

## Villes voisines
Atalanta est voisine des municipalités (municípios) suivantes :
- Agrolândia
- Agronômica
- Ituporanga
- Petrolândia